# Islam in Sierra Leone

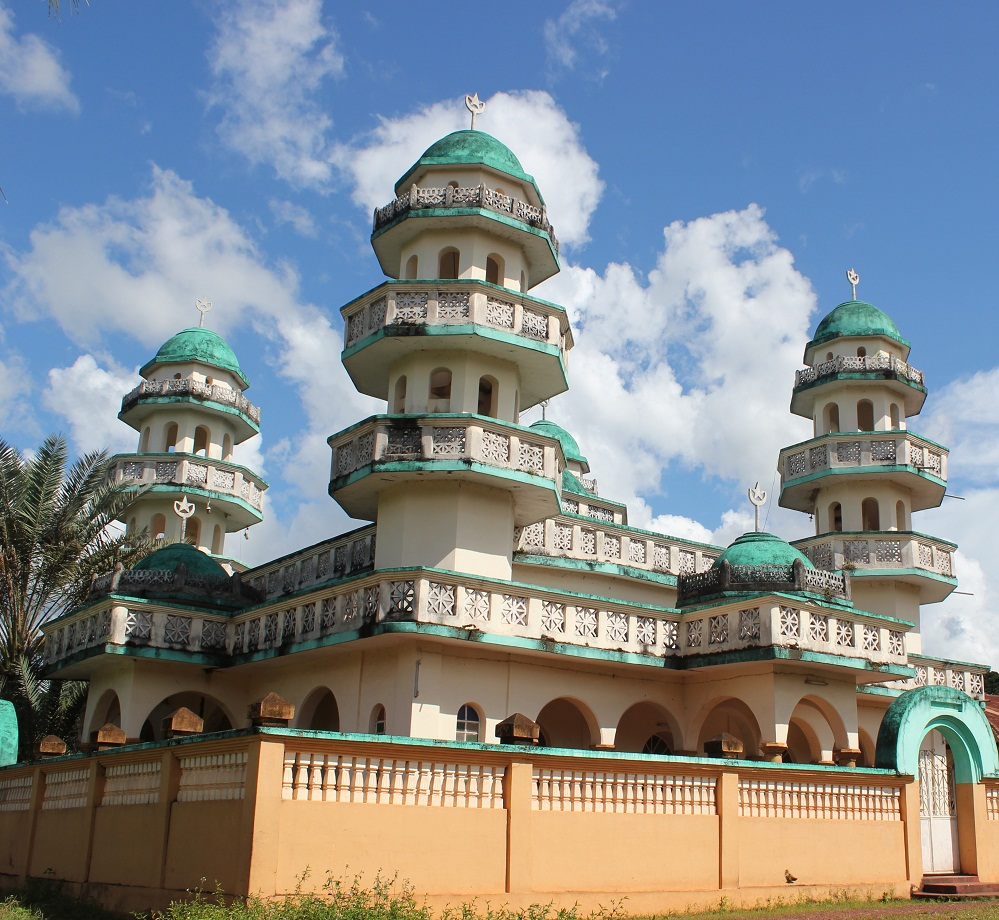
Moschee in Sierra Leone

Der Islam ist die dominierende Religion im westafrikanischen Sierra Leone. Laut der Volkszählung 2015 sind 77 Prozent der knapp 7 Millionen Einwohner des Landes Muslime. Die Mehrheit der Muslime sind Sunniten, wobei ein nicht unerheblicher Teil dem Ahmadiyya folgt.
Für das Jahr 2016 hatte die ISESCO Freetown zur Hauptstadt der Islamischen Kultur der afrikanischen Region ernannt.

## Religiöse Führer
Scheich Ahmad Tejan Sillah, ein Anhänger des Schiitentum ist als Chefimam der Zentralmoschee Freetown auch Vorsitzender des Sierra Leone Council of Imams und damit höchster Muslim im Land. Die Ahmadiyya werden von Scheich Mauvi Sadeeur Rahman geführt.

## Anhängerschaft
Den mit 85,1 Prozent größten Anteil an der Bevölkerung hat der Islam in der Nord-Provinz und auf Distriktebene mit fast 95 Prozent in Pujehun. Am wenigsten Muslime leben mit 69,1 Prozent in der Western Area und im Kono-Distrikt mit knapp 54 Prozent.
Unter den Volksgruppen in Sierra Leone ist der Islam vor allem bei den Temne weit verbreitet.

## Moscheen
Die meisten Moscheen in Sierra Leone sind überkonfessionell. Die Zentralmoschee in Freetown ist die eine der zwei größten des Landes. Unabhängig von ihrer Religion besuchen die Staatspräsidenten Sierra Leones traditionell regelmäßig das Freitagsgebet in der Moschee. Eine weitere bedeutende Moschee ist die in den 2000er Jahren errichtete Muammar-al-Gaddafi-Moschee, die vom libyschen Revolutionsführer Muammar al-Gaddafi finanziert wurde.
Freetown
- Ahmadiyya-Zentralmoschee (8° 28′ 47,1″ N, 13° 15′ 39,4″ W)

- Ahmadiya-Muslim-Jama’at-Moschee (8° 28′ 49,3″ N, 13° 12′ 18,6″ W)
- Alhaja-Moschee (8° 29′ 4,1″ N, 13° 13′ 49″ W)
- Bombay-Street-Moschee (8° 29′ 14,7″ N, 13° 13′ 21,5″ W)
- Circular-Road-Zentralmoschee (8° 28′ 42,6″ N, 13° 14′ 3,1″ W)
- Freetown-Stadtmoschee (8° 28′ 28,8″ N, 13° 16′ 57,9″ W)
- Husainia-Moschee (8° 29′ 16,1″ N, 13° 12′ 27,8″ W)
- Jamiul-Atique-Fourah-Bay-Moschee (8° 29′ 20,1″ N, 13° 12′ 52,1″ W)
- Jinger-Hall-Zentralmoschee (8° 29′ 14,2″ N, 13° 13′ 12,9″ W)
- Light-of-Islam-Moschee (8° 28′ 47,3″ N, 13° 14′ 27,6″ W)

- Madingo-Masjid-Moschee (8° 29′ 22,4″ N, 13° 13′ 26,7″ W)
- Magazine-Zentralmoschee (8° 29′ 16,6″ N, 13° 13′ 28,7″ W)
- Masjid-Al-Sahaaba-Moschee (8° 28′ 35,8″ N, 13° 16′ 24,5″ W)

- Masjid-Furuhan-Moschee (8° 28′ 24,4″ N, 13° 11′ 42″ W)
- Masjidu-Ibrahim-Moschee (8° 28′ 25″ N, 13° 14′ 27,2″ W)
- Muammar-al-Gaddafi-Moschee (8° 27′ 44,6″ N, 13° 10′ 22,4″ W)
- Soso-Moschee (8° 29′ 11,2″ N, 13° 13′ 43″ W)
- Tower-Hill-Zentralmoschee (8° 28′ 55,2″ N, 13° 14′ 16,6″ W)

- Zentralmoschee Freetown (8° 29′ 30,6″ N, 13° 13′ 58,3″ W)